# Harmstonia wirthi
Harmstonia wirthi är en tvåvingeart som beskrevs av Robinson 1975. Harmstonia wirthi ingår i släktet Harmstonia och familjen styltflugor.
Artens utbredningsområde är Panama. Inga underarter finns listade i Catalogue of Life.